# Cónyuge

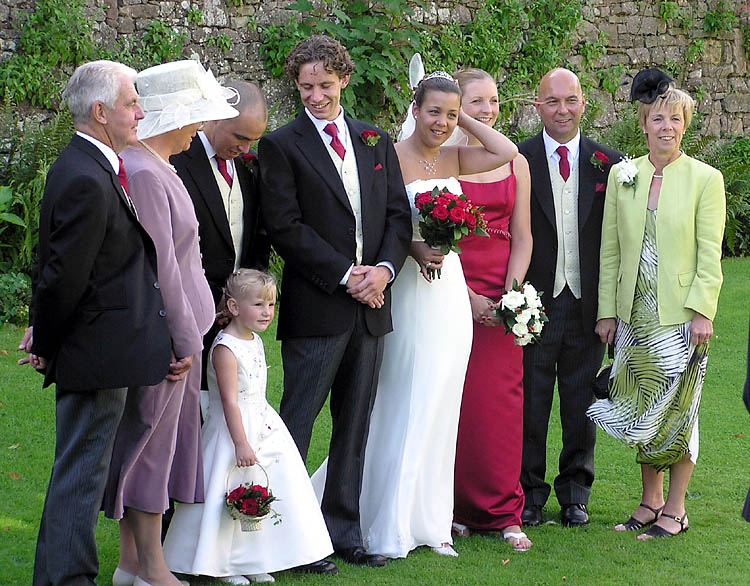
Cónyuges el día de su matrimonio, rodeados de parientes.

En derecho, se denomina cónyuge a cualquiera de las personas físicas que forman parte de un matrimonio. El vocablo «cónyuge» es de género común, es decir, se puede usar para referirse a un varón («el marido» o «el cónyuge») o a una mujer («la mujer» o «la cónyuge»).
Como sinónimo de cónyuge se suele utilizar el término «esposo» o «esposa» (el origen del término es el verbo latino spondeo, que significa prometer solemnemente, comprometerse), aunque no son equivalentes, pues son esposos quienes han celebrado esponsales, pero aún no el matrimonio. También se emplea la expresión «consorte».

## Historia del matrimonio

### Prehistoria y principios de la historia
Los antiguos evolucionistas sociales suponían una progresión lineal de los vínculos de pareja entre los humanos: al principio de la humanidad, la promiscuidad (más de una pareja sexual) era común, que luego se desarrolló en el matrimonio de grupo (comparar el matrimonio punalúa hawaiano) y finalmente a través de la poligamia a la monogamia. La monogamia se consideraba la forma culturalmente más elevada de matrimonio. 
Recientes investigaciones antropológicas realizadas, por ejemplo, por Helen Fisher revelan muchos puntos en común y características recurrentes en el comportamiento de apareamiento humano y en las electivas. Los cristianos y los judíos ven el comienzo de los vínculos de pareja con Adán y Eva como un matrimonio monógamo.
Los pueblos monógamos parecen haber sido poco comunes en la época precristiana. Según Tácito, los teutones con su monogamia eran una excepción entre los bárbaros de la antigüedad, aunque también había existido el «matrimonio a tres bandas» en la cultura germánica, que sólo fue abolido relativamente tarde por la Iglesia católica. De hecho, incluso hoy en día, las sociedades que practican la monogamia estricta son una minoría entre las culturas humanas. Sólo se conocen unas pocas sociedades en las que la poliginia y la poliandria se practicaban simultáneamente. Debido principalmente a la propagación del religiones monoteístas así como a la influencia del  cristianismo, la monogamia se convirtió en la forma predominante de matrimonio en muchas regiones del mundo.

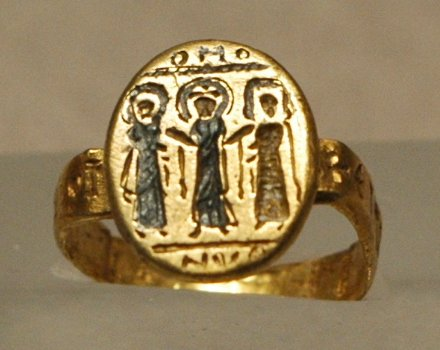
Anillo de boda bizantino,.

Los dos textos legales más antiguos atestiguados, el Código de Ur-Nammu (2100 a. C.) y el Código de Hammurabi (siglo XVIII a. C.), contienen normas legales sobre el matrimonio.
Se supone que el matrimonio era principalmente un tratado de paz y alianza entre clanes y -mediante regulaciones de exogamia y endogamia, a menudo complicadas- un vínculo entre grupos de descendencia (linaje), clan o fratría. Desde la antigüedad, también se consideraba una condición previa para el inicio de una familia, que se consideraba el bloque de construcción de una comunidad y una sociedad. Así, el matrimonio servía no sólo a los intereses de dos individuos o de sus hijos, sino también a los propósitos de las élites religiosas y seculares (hasta los tiempos modernos, por ejemplo, en la alta aristocracia era posible el "matrimonio con la mano izquierda" sin legitimidad y derecho a la herencia de los hijos después del padre).

### Imperio romano

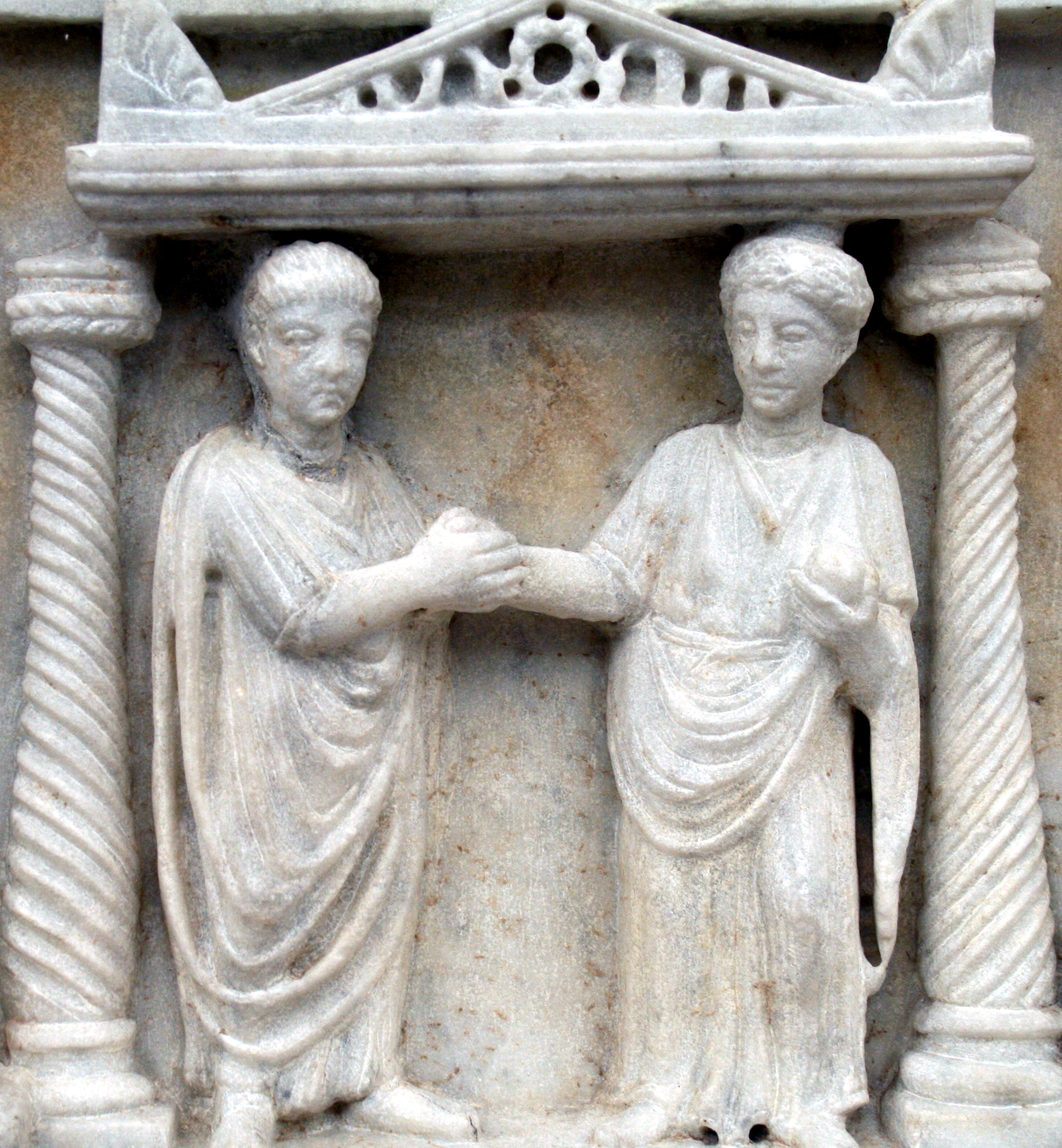
Matrimonio romano en una urna (Museo delle Terme di Diocleziano, Roma)

El matrimonio y la familia se consideraban sagrados en el Imperio romano. No en vano, Concordia era, por un lado, la diosa protectora de todo el sistema estatal y, al mismo tiempo, protectora del matrimonio (matrimonium). En la antigua Roma, el matrimonio se consideraba un pilar de la sociedad, especialmente en términos materiales. El derecho matrimonial también tenía en cuenta sobre todo los aspectos materiales del matrimonio.

### Edad Media
En la Edad Media, no todos los habitantes de Europa Occidental podían casarse. Sólo aquellos que podían mantener una familia eran autorizados a casarse y fundar una familia por el respectivo terrateniente o propietario de tierras, así como por las autoridades correspondientes de la ciudad (magistrado, gremio, cofradía). Esto significaba que más de la mitad de la población estaba excluida del matrimonio. Debido a los principios religiosos y éticos imperantes en la época, esto también supuso una exclusión de facto de la posibilidad de engendrar hijos y formar una familia.[cita requerida]
La Iglesia católica, que en gran medida conformó la vida pública, no instituyó oficialmente el «sacramento del matrimonio» hasta 1139 en el Segundo Concilio de Letrán (véase Matrimonio en Iglesias cristianas). De este modo, se consolidó como la «única relación adecuada» entre un varón y una mujer. El ideal eclesiástico, que exigía un ascetismo orientado hacia Dios y rechazaba la sexualidad, no era aplicable y habría provocado la desintegración de la iglesia incluso a largo plazo. De ahí surgió la inclusión del matrimonio en la normativa de la Iglesia como "mal menor" (véase más adelante sobre Cristianismo).

### Tiempos modernos
Desde el comienzo de la era moderna, el matrimonio en muchos países ha estado en un proceso progresivo de secularización y legalización. Sin embargo, la iglesia cristiana mantuvo una gran influencia en la convivencia de las parejas hasta bien entrado el siglo XX. El matrimonio cristiano asignaba a los padres roles segregados por género. Entrar en el matrimonio era casi inevitable para las mujeres, ya que la mayoría de las familias no tenían medios económicos para mantener a una fémina durante su celibato (como entrar en un convento). Para los varones, el matrimonio representaba un estado de cosas deseable debido a la eliminación casi gratuita del trabajo doméstico y la provisión de su descendencia común. El matrimonio pasó de ser un instrumento medieval de interconexión dinástica a una unión económica. Dependiendo del estatus social de los cónyuges, se perseguían intereses políticos y económicos a través de ella, o era esencial para la supervivencia de ambos miembros de la pareja.
Para muchas féminas, el matrimonio también significaba inevitablemente dejar su profesión. El ejemplo más conocido en Europa fue el celibato de las maestras introducido en el Imperio alemán, a la postre abolido en 1919 y reintroducido cuatro años más tarde de forma modificada -como una ordenanza de reducción de personal aplicable a las funcionarias en la República Federal de Alemania hasta 1951. Además, desde 1965 hasta 1980, las mujeres eran despedidas automáticamente al contraer matrimonio tras la ordenación en la Iglesia Protestante de Austria. Esta práctica también se conocía fuera de Europa; hasta 1999, las empresas de Japón podían sugerir a sus empleadas que abandonaran la plantilla cuando se casaran.
Las prácticas sexuales más liberales de la cultura moderna occidental en comparación con la Edad Media, así como la relativa facilidad para divorciarse dentro del mismo sistema jurídico nacional y para volver a casarse, han provocado un aumento de la llamada monogamia serial durante el siglo XX. De esto, a veces se concluye que debería existir la institución del matrimonio temporal.
Presente
El número de matrimonios en Alemania lleva varias décadas disminuyendo. Mientras que en 1976 todavía 510.318 parejas contraían matrimonio en Alemania (República Federal y RDA), en 2006 sólo eran 373.681. En la actualidad, muchas parejas se comprometen sin certificado de matrimonio en una comunidad similar al matrimonio  llamada concubinato, o entablan relaciones de pareja y amorosas con menos compromiso. Esto puede explicarse en parte por los cambios de valores sociales y la emancipación de la mujer.
Por ejemplo, la antropóloga Helen Fisher ve una causa importante en la disminución de la interdependencia de las parejas, provocada por la mejor educación y la mayor independencia económica de las mujeres, que reactiva estrategias de reproducción y formación de familias que han existido desde la historia temprana de la humanidad.
Sin embargo, algunos Sociólogos de la familia señalan que antes del siglo XIX la situación era estadísticamente similar y que la importancia social del matrimonio no se ve necesariamente disminuida por ello.
De hecho, las parejas no casadas sólo son iguales a las casadas en unos pocos países.
Una pareja del mismo sexo orientada al matrimonio también puede llamarse matrimonio. Debido a las posibilidades legales de reconocimiento oficial de las parejas del mismo sexo, restringe este uso más a dichas instituciones legales.

## Edad mínima
Suele haber una edad mínima legal para casarse. El Fondo de Población de las Naciones Unidas declaró lo siguiente:

En 2010, 158 países informaron de que 18 años era la edad mínima legal para el matrimonio de las mujeres sin el consentimiento de los padres o la aprobación de una autoridad pertinente. Sin embargo, en 146 países, el derecho estatal o consuetudinario permite que las niñas menores de 18 años se casen con el consentimiento de los padres u otras autoridades; en 52 países, las niñas menores de 15 años pueden casarse con el consentimiento de los padres. Por el contrario, en 180 países la edad legal para contraer matrimonio sin consentimiento es de 18 años para los varones. Además, en 105 países, los chicos pueden casarse con el consentimiento de sus padres o de una autoridad pertinente, y en 23 países, los menores de 15 años pueden casarse con el consentimiento de sus padres.

## Derechos y deberes entre los cónyuges
Habitualmente es exigible el derecho de alimentos. Los derechos y obligaciones varían significativamente entre las jurisdicciones del mundo. Estas regulaciones suelen estar descritas en los estatutos de derecho de familia. Sin embargo, en muchas partes del mundo, donde el matrimonio civil no está tan extendido, existe en cambio el matrimonio consuetudinario, que suele estar regulado de manera informal por la comunidad. En muchas partes del mundo, los derechos y obligaciones conyugales están relacionados con el pago de la dote. Históricamente, muchas sociedades han otorgado un conjunto de derechos y obligaciones a los cónyuges masculinos que han sido muy diferentes del conjunto de derechos y obligaciones otorgados a las cónyuges femeninas. En particular, el control de los bienes conyugales, los derechos de herencia y el derecho a dictar las actividades de los hijos del matrimonio se han otorgado normalmente a los cónyuges masculinos. Sin embargo, esta práctica se redujo en gran medida en muchos países en el siglo XX, y los estatutos más modernos tienden a definir los derechos y deberes de un cónyuge sin referencia al género.  Uno de los últimos países europeos en establecer la plena igualdad de género en el matrimonio fue Suiza. En 1985, un referéndum garantizó a las féminas la igualdad jurídica con los varones dentro del matrimonio. Las nuevas reformas entraron en vigor en enero de 1988. Grecia, España, y Francia.  Aunque en Francia las mujeres casadas obtuvieron el derecho a trabajar sin el permiso de sus maridos en 1965, y se puso fin a la autoridad paterna del varón sobre su familia en 1970 (antes las responsabilidades parentales pertenecían únicamente al padre, que tomaba todas las decisiones legales relativas a los hijos), no fue hasta 1985 cuando una reforma legal suprimió la estipulación de que el marido era el único que podía administrar los bienes de los hijos en la década de 1980. Sin embargo, en varias leyes matrimoniales de todo el mundo, el marido sigue teniendo autoridad; por ejemplo, el Código Civil de Irán establece en su artículo 1105: «En las relaciones entre marido y mujer; la posición de cabeza de familia es un derecho exclusivo del marido».
Dependiendo de la jurisdicción, la negativa o incapacidad de un cónyuge para cumplir con las obligaciones matrimoniales puede constituir una causa de divorcio, separación legal o anulación. Las dos últimas opciones son más frecuentes en los países en los que la religión dominante es el catolicismo romano, algunos de los cuales introdujeron el divorcio recientemente (es decir, Italia en 1970, Portugal en 1975, Brasil en 1977, España en 1981, Argentina en 1987, Paraguay en 1991, Colombia en 1991, Irlanda en 1996, Chile en 2004 y Malta en 2011). En los últimos años, muchos países occidentales han adoptado el divorcio sin culpa. En algunas partes del mundo, la disolución formal de un matrimonio se complica debido a los pagos y bienes que se han intercambiado entre las familias (esto es común en los casos de matrimonios arreglados). Esto suele dificultar el abandono del matrimonio, especialmente para la mujer: en algunas partes de África, una vez que se ha pagado el precio de la novia, se considera que la mujer pertenece al marido y a su familia; y si ella quiere marcharse, el marido puede exigir la devolución del precio de la novia que había pagado a la familia de la chica. La familia de la niña a menudo no puede o no quiere devolverlo.
Independientemente de la legislación, las relaciones personales entre los cónyuges también pueden verse influidas por la cultura local y la religión.

## Usos del vocablo «cónyuge»
El uso del término «cónyuge» en lugar de «marido», «mujer», «esposo» o «esposa», se ha ido extendiendo en el área del Derecho de familia por diversos motivos, entre los cuales cabe destacar:
- Que la gradual equiparación de los sexos en derechos y deberes dentro del matrimonio, muchas legislaciones han preferido evitar la mención a cada una de las partes por separado, y hablar siempre de «cónyuges», dejando claro la igualdad jurídica de ambos.
- Recientemente, con la aparición de la posibilidad en algunos países del matrimonio entre personas del mismo sexo se ha hecho necesario en sus legislaciones utilizar siempre vocablos neutros o de género común (no «esposa» o «marido»).

## Pronunciación
La pronunciación aceptada del término es cónyuje (AFI: ['konɟ͡ʝuxe]). No obstante, en varios países de Hispanoamérica como Argentina, México, Chile y Perú, existe la pronunciación frecuente cónyugue (AFI: ['konɟ͡ʝuɣe]), variación originada a partir del término «conyugal» (pronunciada como una fricativa velar sonora, [ɣ]). La Real Academia Española indica que tanto dicha pronunciación como la escritura «cónyugue» son erróneas.